# هيروكي كوندو
هيروكي كوندو مواليد 5 نوفمبر 1982 في كارييا، آيتشي، اليابان، هو لاعب كرة مضرب ياباني بدأ مسيرته كمحترف سنة 2001 يلعب باليد اليمنى. أعلى تصنيف له في الفردي كان المركز الـ 275 في سنة 2013. أعلى تصنيف له في الزوجي كان المركز الـ 179 في سنة 2010.

## وصلات خارجية
- هيروكي كوندو على موقع رابطة محترفي التنس (الإنجليزية)
- هيروكي كوندو على موقع الاتحاد الدولي لكرة المضرب (الإنجليزية)
- هيروكي كوندو على موقع كأس ديفيز (الإنجليزية)
- هيروكي كوندو على موقع خلاصة التنس.كوم (الإنجليزية)
- هيروكي كوندو على موقع إي إس بي إن.كوم (الإنجليزية)

- الموقع الرسمي